# Lieskovany
Lieskovany – wieś (obec) na Słowacji położona w kraju koszyckim, w powiecie Nowa Wieś Spiska. Pierwsze wzmianki o miejscowości pochodzą z roku 1277.
Według danych z dnia 31 grudnia 2012, wieś zamieszkiwało 295 osób, w tym 145 kobiet i 150 mężczyzn.
W 2001 roku pod względem narodowości i przynależności etnicznej miejscowość zamieszkiwali wyłącznie Słowacy.
Ze względu na wyznawaną religię struktura mieszkańców kształtowała się w 2001 roku następująco:
- Katolicy rzymscy – 97,91%
- Grekokatolicy – 0,84%
- Nie podano – 1,26%